# Kwon In-sook
Pour les articles homonymes, voir Kwon (homonymie).
Kwon In-sook (également Insuk ou Insook), née en 1964 est une ancienne syndicaliste sud-coréenne qui inspira les femmes de Corée du Sud à créer l’Union des associations de femmes sud-coréennes (KWAU pour Korean Women’s Associations United). Kwon est la première femme connue à avoir porté des accusations d’agressions sexuelles contre des membres du gouvernement sud-coréen. Selon l’historien Namhee Lee, Kwon est « une figure emblématique de la Corée du Sud des années 1980, elle incarnait sa passion, ses idéaux et les contradictions du mouvement démocratique des années 1980 ». Plus tard, In-sook devint une chercheuse dans le domaine du féminisme.

## Biographie
En tant que collégienne, Kwon se souvient de s’être sentie « dupée » par le gouvernement sud-coréen en place à l’époque. Elle était engagée dans les mouvements étudiants et déclara « Il est difficile d’avaler la trahison et la haine envers les adultes qui ont nourri la jeunesse de mensonges. Elle devint alors une étudiante activiste au sein du mouvement démocratique ».
Plus tard, alors sur les bancs de l’Université nationale de Séoul, elle obtint un travail d’ouvrière en cachant ses diplômes universitaires, mentant sur son éducation afin « d’organiser un syndicat de travailleurs ». En juin 1986, Kwon se rendit au commissariat de police de Bucheon pour faire face aux accusations de falsification de documents à son égard. Les charges comprenaient également la participation à une « manifestation violente ». Au cours de ce déplacement, Kwon fut abusée sexuellement par l’officier Mun Kwi-dong, ce qui entraîna un dépôt de plainte contre le gouvernement pour « agression sexuelle », plainte qui fut considérée comme « exagérée » de la part des autorités malgré le fait que le gouvernement ait reconnu que Kwon fut forcée de retirer sa veste et son t-shirt et qu’on lui avait battu la poitrine trois ou quatre fois durant son interrogatoire. En juillet 1986, un rassemblement est organisé par le Nouveau Parti Démocratique Sud-Coréen et Kim Yong-sam pour dénoncer le traitement reçu par In-sook mais le rassemblement fut arrêté par la police qui utilisa des gaz lacrymogènes,.
Durant la couverture médiatique de l’affaire, le gouvernement sud-coréen a micro-managé la manière dont la presse traita le cas de Kwon notamment des directives sur le ton employé, portrayant Kwon comme une menteuse et une potentielle communiste. Le reportage initial n’était qu’une simple ligne en bas de la page « Société » du Korea Daily. Un porte-parole du gouvernement qualifia les allégations d’agression sexuelle de Kwon comme « une stratégie routinière utilisée par les étudiants radicaux »". La police a finalement admis qu’elle fut sexuellement molestée durant son interrogatoire.
Kwon écopa d’une peine de prison de 18 mois pour la falsification de documents. En revanche, les charges contre l’officier Mun Kwi-dong ont été abandonnées par manque de preuves pour la tenue d’un procès. De plus, l’accusation a affirmé que malgré les coups portés sur la poitrine dénudée de Kwon, le gouvernement ne considérait pas cela comme un acte d’agression sexuelle. Kwon sortit de prison en 1987 en même temps que plusieurs centaines de prisonniers politiques. Kwi-dong fut condamné à des amendes s’élevant à un total de 45 000$ pour avoir interféré dans de nombreuses manœuvres juridiques. Le cas d’In-sook est considéré comme une illustration de la dissimulation de la neutralité politique du système judiciaire sud-coréen au milieu des années 1980.
Kwon est devenue une chercheuse sur le féminisme dont les travaux portent sur les constructions de la masculinité du patriarcat dans les zones militarisées et comment cela affecte les femmes, les enfants et les civils.

## Héritage
Le dépôt de plainte de Kwon à propos de son agression sexuelle a profondément marqué les esprits de la société sud-coréenne pendant des mois. « C’était choquant qu’une jeune femme s’adresse publiquement sur des accusations qui entacheraient davantage sa réputation que celle de l’accusé ». Habituellement, les agressions sexuelles et physiquement étaient des expériences gardées sous silence mais la prise de parole publique de Kwon permit des discussions de fond sur les problèmes d’agressions sexuelles en Corée du Sud en changeant « la honte de la victime » par « le crime de l’agresseur ». Les actes subis par Kwon entraînèrent la création de la KWAU qui influença grandement la politique sud-coréenne des années 1990.